# Балка Гнила (притока Сухого Ташлика)
Балка Гнила — балка (річка) в Україні у Добровеличківському районі Кіровоградської області. Права притока річки Сухого Ташлика (басейн Південного Бугу).

## Опис
Довжина балки приблизно 9,18 км, найкоротша відстань між витоком і гирлом — 8,23 км, коефіцієнт звивистості річки — 1,12. Формується декількома струмками та загатами.

## Розташування
Бере початок на південно-західній стороні від села Богодарівки. Тече переважно на південний захід через село Карбівку й у селі Липняжка впадає в річку Сухий Ташлик, ліву притоку річки Синюхи.

## Цікаві факти
- У XX столітті на балці існували молочно-тваринна ферма (МТФ) та декілька газових свердловин[1].